# Тернополь (малый противолодочный корабль)
Тернополь (укр. Тернопіль, U-209) — противолодочный корабль проекта 1124М (код «Альбатрос», англ. Grisha-V class по классификации НАТО), многоцелевой корабль. Спущен на воду 15 марта 2002 года.

## Особенности проекта
Проект 1124М — последний вариант модернизации малого противолодочного корабля проекта 1124, разработанный в 1976 году. По сравнению с проектом 1124 корабли проекта 1124М оснащались более современными образцами вооружения и радиоэлектронными средствами. Модернизация проекта привела к значительной перегрузке и увеличению тоннажа. Несмотря на все усилия конструкторов (пришлось даже снять одну РБУ), стандартное водоизмещение корабля возросло почти на 10 %.
Корабли проекта получили новую 76-мм артиллерийскую установку АК-176, модернизированный ЗРК «Оса-МА», переносные зенитные ракетные комплексы «Стрела-3» и более мощную радиолокационную систему общего обнаружения МР-320 «Топаз-2В» с дальностью обнаружения целей 100 км по воздушным и 40 км по морским. Вместо радиолокационной системы общего обнаружения МР-320В на МПК проекта 1124М относилась система МР-755 «Фрегат-МА-1» со сложной формой сигнала при его пониженной мощности, которую приняли на вооружение в 1982 году. Кроме того, они оснащены системой предупреждения о лазерном облучении «Спектр-Ф».
Противолодочное вооружение осталось такое же, что и у предыдущих модификаций: два двухтрубных 533-мм торпедных аппарата, 213-мм реактивная бомбомётная установка РБУ-6000, морские мины и глубинные бомбы. Вместо подкильной гидроакустической станции «Аргунь» корабли получили новую гидролокационную систему «Платина» с дальностью обнаружения подводных целей до 15 км. Для улучшения управляемости корабля при работе ГАС «Шелонь-Т» корабли оборудованы подруливающим устройством «Поворот-159».

## Строительство
Заложен на стапеле ОАО «Ленинская кузница» 23 апреля 1991 года. Строительство корабля, предназначавшегося для ВМС Украины и получившего название «Тернополь», продолжалось 11 лет и закончилось 15 марта 2002 года, когда он был спущен на воду.

## Служба

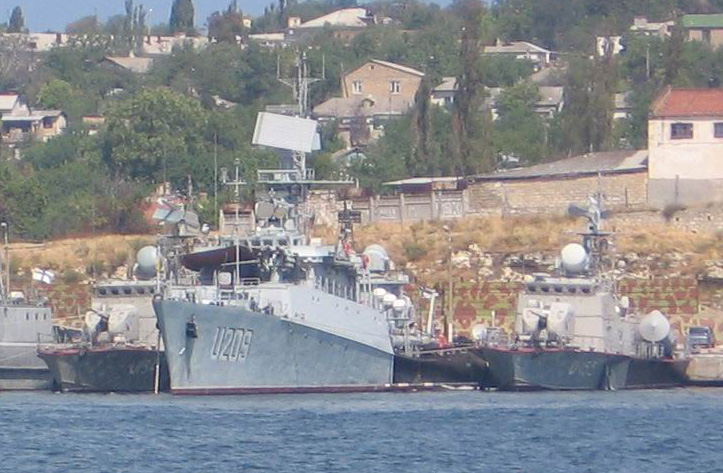
«Тернополь», «Каховка» и «Прилуки» в Севастополе, 2007 год

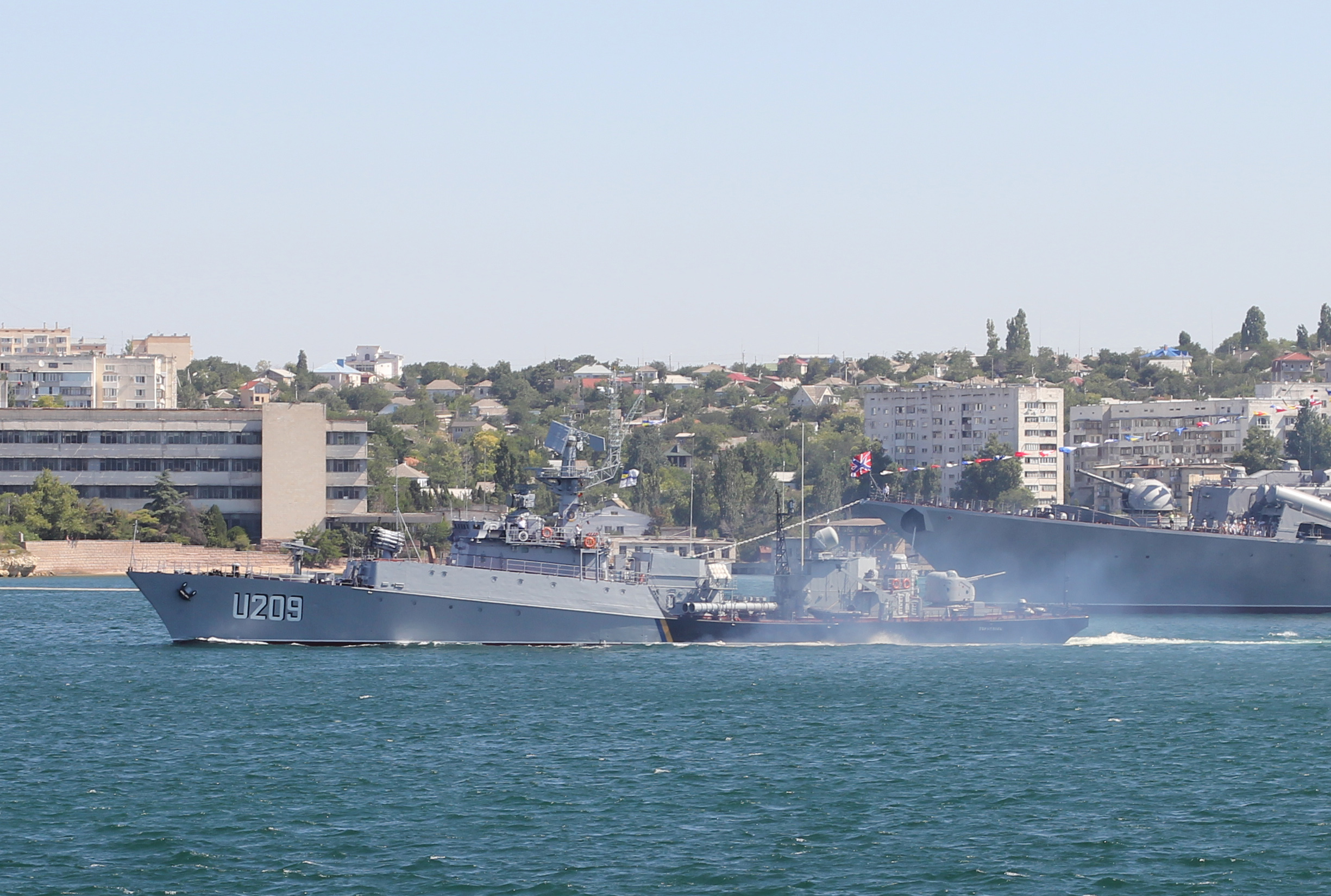
«Тернополь» в Севастополе, 2012 год

В 2005 году корвет «Тернополь» был отбуксирован по Днепру из Киева в Херсон, а потом прибыл в главную базу ВМС ВС Украины для проведения приёмо-сдаточных испытаний. Сразу на корабле начала работу государственная комиссия, председателем которой был назначен первый заместитель командующего ВМС ВС Украины контр-адмирал Виктор Максимов. Во время испытаний корвет совершил десять выходов в море, прошёл 1668 морских миль. В канун новогодних праздников был подписан акт приёма-передачи корабля от промышленности Министерству обороны Украины.
Приказом министра обороны Украины № 86 от 15 февраля 2006 корабль введён в боевой состав ВМС ВС Украины. 16 февраля 2006 в торжественной обстановке министр обороны Украины Анатолий Гриценко вручил Военно-морской флаг Украины командиру корвета «Тернополь» капитану 2-го ранга Сергею Изотову, который поднял его над кораблём.
Считался одним из самых «ходовых» кораблей украинского флота, сразу после введения в состав ВМС дважды побывал в Средиземном море. Первый поход состоялся в конце 2006 года для тренинга «ориентация в миссии» (англ. Mission Oriented Training / MОТ) — экипаж украинского корабля на практике проводил отработку тактических эпизодов, подобных тем, которые осуществляются кораблями ВМС стран НАТО в рамках антитеррористической операции НАТО в Средиземном море «Активные усилия» (англ. Active Endevour).
С мая по июль 2007 года корвет «Тернополь» впервые принял в ней участие уже в качестве полноправного члена операции. В дальнейшем «Тернополь» принимал участие в операции «Активные усилия» регулярно в 2008, 2009 и 2010 годах.

### Статус с 2014 года
21 марта 2014 года в ходе аннексии Крыма корабль перешёл под контроль Российской Федерации. Последним командиром корабля во время службы был капитан 3-го ранга Максим Емельяненко, ставший позднее помощником командира сторожевого корабля «Пытливый».
Россия не отрицала украинскую принадлежность корабля и готова была передать корабль Украине после прекращения военных действий на Донбассе.
Однако 21 июля 2023 года корабль в качестве мишени был потоплен при учебных стрельбах российским ракетным катером «Ивановец».